# Azores Challenger 1991
L'Azores Challenger 1991 è stato un torneo di tennis facente parte della categoria ATP Challenger Series nell'ambito dell'ATP Challenger Series 1991. Il torneo si è giocato a Azzorre in Portogallo dal 9 al 15 settembre 1991 su campi in cemento.

## Vincitori

### Singolare
Marcos Ondruska ha battuto in finale  Henrik Holm con il punteggio di 6–3, 2–6, 7–6

### Doppio
Byron Black /  T. J. Middleton hanno battuto in finale  Henrik Holm /  Peter Nyborg con il punteggio di 6–3, 4–6, 7–6